# クリスティン・トーマス
クリスティン・トーマス（Kristen Thomas、1993年7月1日 - ）は、アメリカ合衆国の女子ラグビー選手。

## プロフィール
- アメリカ・ペンシルベニア州フィラデルフィア出身[1]。
- ポジションはウィング(WTB)、センター(CTB)。
- 身長 176cm、体重 69kg

## 略歴
2021年、東京五輪の7人制女子アメリカ代表に選ばれた。